# Dame Lune
Dame Lune est une œuvre de Julio Silva. C'est l'une des œuvres d'art de la Défense, en France.

## Description
L'œuvre est située entre les tours Atlantique et Opus 12.

## Historique
L'œuvre est installée en 1977.